# Chavannes-sous-Orsonnens

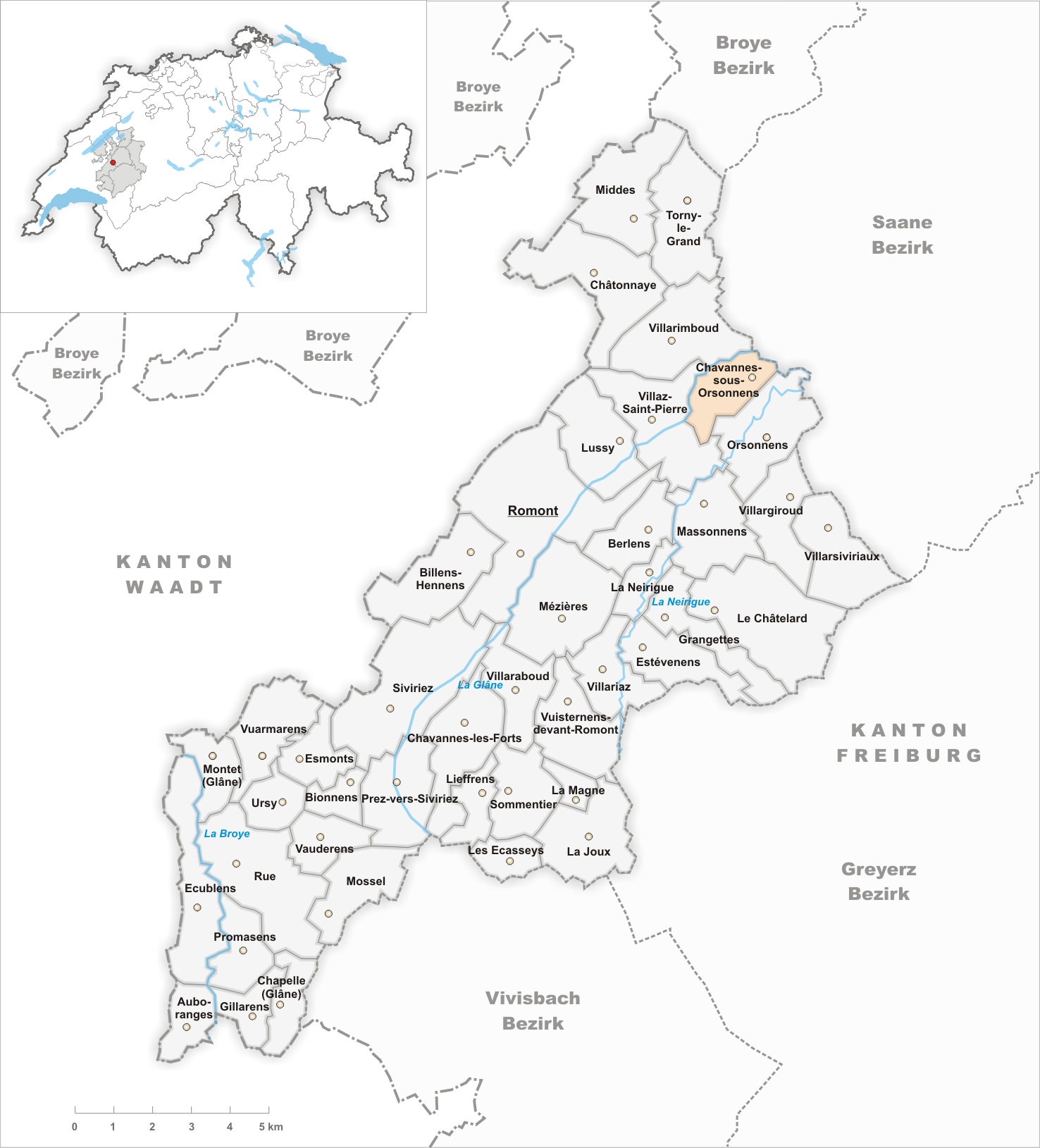
Gemeindestand vor der Fusion am 1. Januar 2001

Chavannes-sous-Orsonnens (Freiburger Patois Tsavanèⓘ) ist eine Ortschaft und früher selbständige politische Gemeinde im Distrikt Glâne des Kantons Freiburg in der Schweiz. Am 1. Januar 2001 fusionierte Chavannes-sous-Orsonnens mit den vorher ebenfalls selbständigen Gemeinden Orsonnens, Villargiroud und Villarsiviriaux zur neuen Gemeinde Villorsonnens.

## Geographie
Chavannes-sous-Orsonnens liegt auf 656 m ü. M., sieben Kilometer nordöstlich des Bezirkshauptortes Romont (Luftlinie). Das Dorf erstreckt sich am nördlichen Talrand der Neirigue, kurz vor ihrer Mündung in die Glâne, im Molassehügelland des Freiburger Mittellandes. Die ehemalige Gemeindefläche betrug rund 4,1 km². Das Gebiet umfasste den Hügelzug Le Vusy (709 m ü. M.) und den Wald Bois Mottau und wurde im Westen und Norden vom Tal der Glâne, im Südosten von demjenigen der Neirigue eingefasst. Im Südwesten reichte es bis in den Bois de la Fortune (720 m ü. M.).

## Bevölkerung
Mit 245 Einwohnern (2000) zählte Chavannes-sous-Orsonnens vor der Fusion zu den kleinen Gemeinden des Kantons Freiburg. Zu Chavannes-sous-Orsonnens gehören auch die Weiler Grange-la-Battiaz (685 m ü. M.) im Glânetal, La Fortune (688 m ü. M.) auf dem Plateau links der Neirigue, Vers le Moulin (642 m ü. M.) an der Glâne und einige Einzelhöfe.
Einwohnerzahlen: Volkszählungsdaten

## Wirtschaft
Chavannes-sous-Orsonnens war bis in die zweite Hälfte des 20. Jahrhunderts ein vorwiegend durch die Landwirtschaft geprägtes Dorf. Früher wurden an der Neirigue und an der Glâne Mühlen betrieben. Noch heute haben die Milchwirtschaft, die Viehzucht und der Ackerbau einen wichtigen Stellenwert in der Erwerbsstruktur der Bevölkerung. Weitere Arbeitsplätze sind im lokalen Kleingewerbe und im Dienstleistungssektor vorhanden. In den letzten Jahrzehnten hat sich das Dorf auch zu einer Wohngemeinde entwickelt. Viele Erwerbstätige sind deshalb Wegpendler, die hauptsächlich in den Regionen Romont und Freiburg arbeiten.

## Verkehr
Das Dorf liegt abseits der grösseren Durchgangsstrassen an einer Verbindungsstrasse von Villaz-Saint-Pierre nach Farvagny. Durch die Buslinie der Transports publics Fribourgeois, die von Romont nach Farvagny verkehrt, ist Chavannes-sous-Orsonnens an das Netz des öffentlichen Verkehrs angebunden.

## Geschichte
Die erste urkundliche Erwähnung des Ortes erfolgte 1209 unter dem Namen Chavanes. Der Ortsname leitet sich vom vulgärlateinischen capanna (Hütte, kleiner Hof) ab. Seit dem Mittelalter bildete Chavannes-sous-Orsonnens eine eigene kleine Herrschaft, die den Freiherren von Pont-en-Ogoz unterstand. Auch das Kloster La Fille-Dieu bei Romont hatte Grundbesitz auf dem Gemeindegebiet.
Ab Ende des 15. Jahrhunderts gerieten sämtliche Lehen bei Chavannes-sous-Orsonnens unter die Herrschaft von Freiburg. Die neuen Herren ordneten das Dorf der Vogtei Pont-Farvagny zu. Nach dem Zusammenbruch des Ancien Régime (1798) gehörte Chavannes-sous-Orsonnens während der Helvetik bis 1803 zum Bezirk Romont, danach zum Bezirk Farvagny und wurde mit der neuen Kantonsverfassung 1848 in den Bezirk Glâne eingegliedert.
Am 7. September 1866 wurde das bis dahin selbständige Granges-la-Battiaz nach Chavannes-sous-Orsonnens eingemeindet. Im Rahmen der vom Kanton Freiburg seit 2000 geförderten Gemeindefusionen wurden die Dörfer Chavannes-sous-Orsonnens, Orsonnens, Villargiroud und Villarsiviriaux mit Wirkung auf den 1. Januar 2001 zusammengelegt. Die neu entstandene politische Gemeinde erhielt den Kunstnamen Villorsonnens.

## Sehenswürdigkeiten
Chavannes-sous-Orsonnens gehört zur Pfarrei Orsonnens. Die Kapelle Saint-Jean-Baptiste wurde im 16. Jahrhundert erbaut und 1769 restauriert und umgestaltet.

## Persönlichkeiten
- Henri Chammartin (1918–2011), Dressurreiter und Olympiasieger